# 胡安·索托
胡安·荷西·索托·帕切可（西班牙語：Juan José Soto Pacheco，1998年10月25日—），為多明尼加棒球運動員，效力於美國職棒大聯盟紐約大都會，他先前曾效力過國民、教士與洋基等隊。他是第一位於1998年出生並登上大聯盟的選手，他登上大聯盟時年僅19歲又207天。2019年10月22日，他在當年的世界大賽首戰打出全壘打，是繼米格爾·卡布瑞拉後，最年輕在世界大賽中開轟的拉美球員。

## 職業生涯

### 華盛頓國民

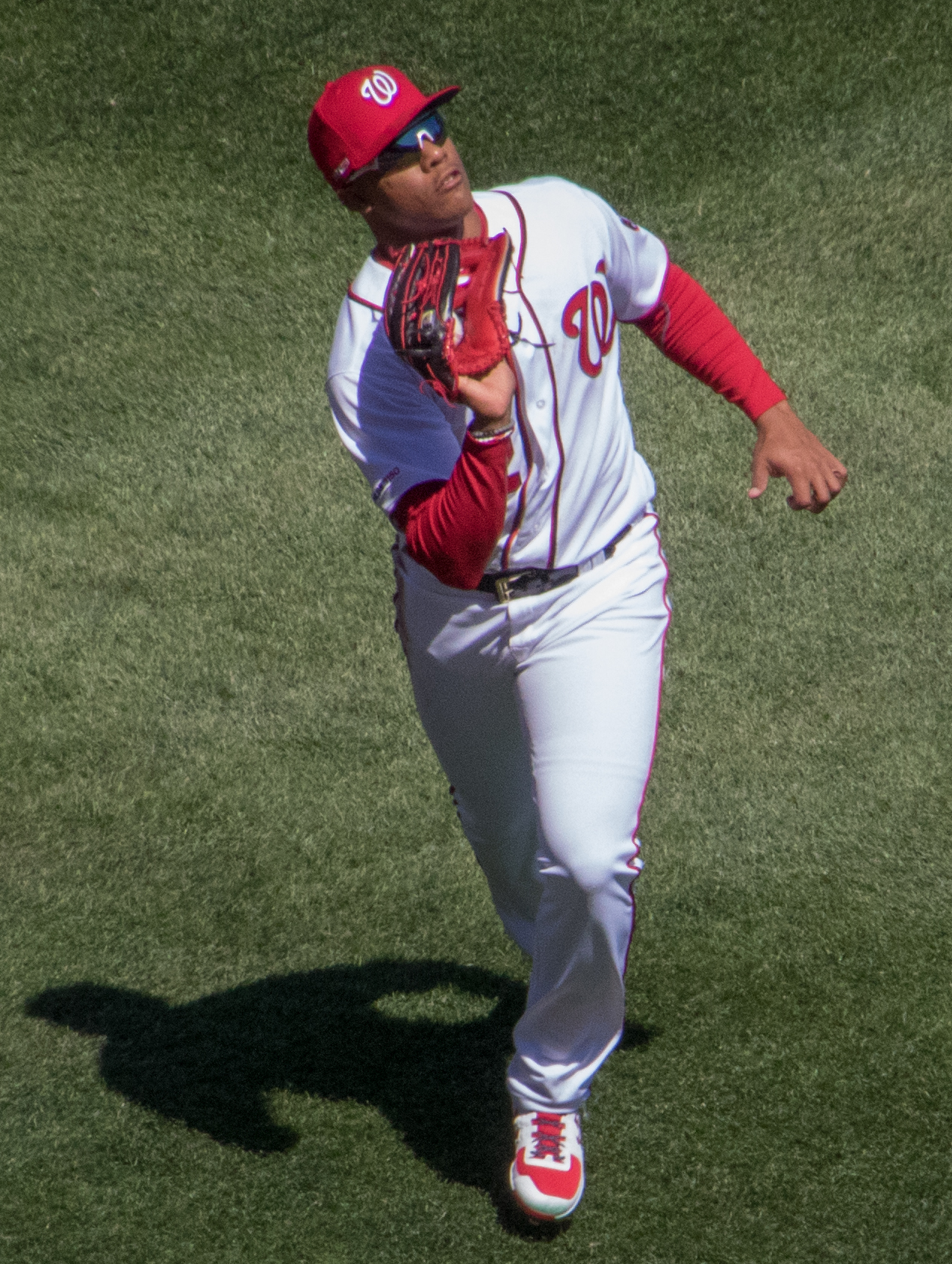
胡安·索托在2019年的照片

2018年5月20日，索托登上大聯盟，他是當時大聯盟最年輕的球員。他於第8局以代打身分登場，不過最後遭到三振。
隔天，索托直接進入國民隊的先發名單中。他在首打席首球就擊出大聯盟首安，同時也是他的大聯盟首轟。他也成為隊史最年輕達成生涯首轟的球員。5月29日，他成為繼1989年的小肯·葛瑞菲之後，最年輕獲得故意四壞保送的球員。6月，棒球雜誌Baseball America將索托列為國民隊的頭號新秀。並將他列在百大新秀第4名。
2018年6月18日，他面對洋基隊擊出全壘打。不過那場比賽是2018年5月15日的補賽，因此他技術性地在初登板之前達成大聯盟生涯首轟。而大聯盟為了計算方便，還是將這支全壘打列為索托的第6轟。6月13日與6月29日，索托都達成單場雙響砲。9月11日，他又再度達成此成就。2019年8月19日，他成為大聯盟史上第4位在21歲之前達成生涯100個壘打數的球員。前三位分別是密爾·歐特、湯尼·康尼格里亞羅與布萊斯·哈波。
2019年亦是索托首次參與世界大賽，第1場（10月22日）便打出全壘打，是史上在世界大賽開轟的第五年輕的打者。
2022年，胡安·索托豪取MLB全明星賽全壘打之王，是歷史上第二年輕的獲得該項殊榮的球員。

### 聖地牙哥教士

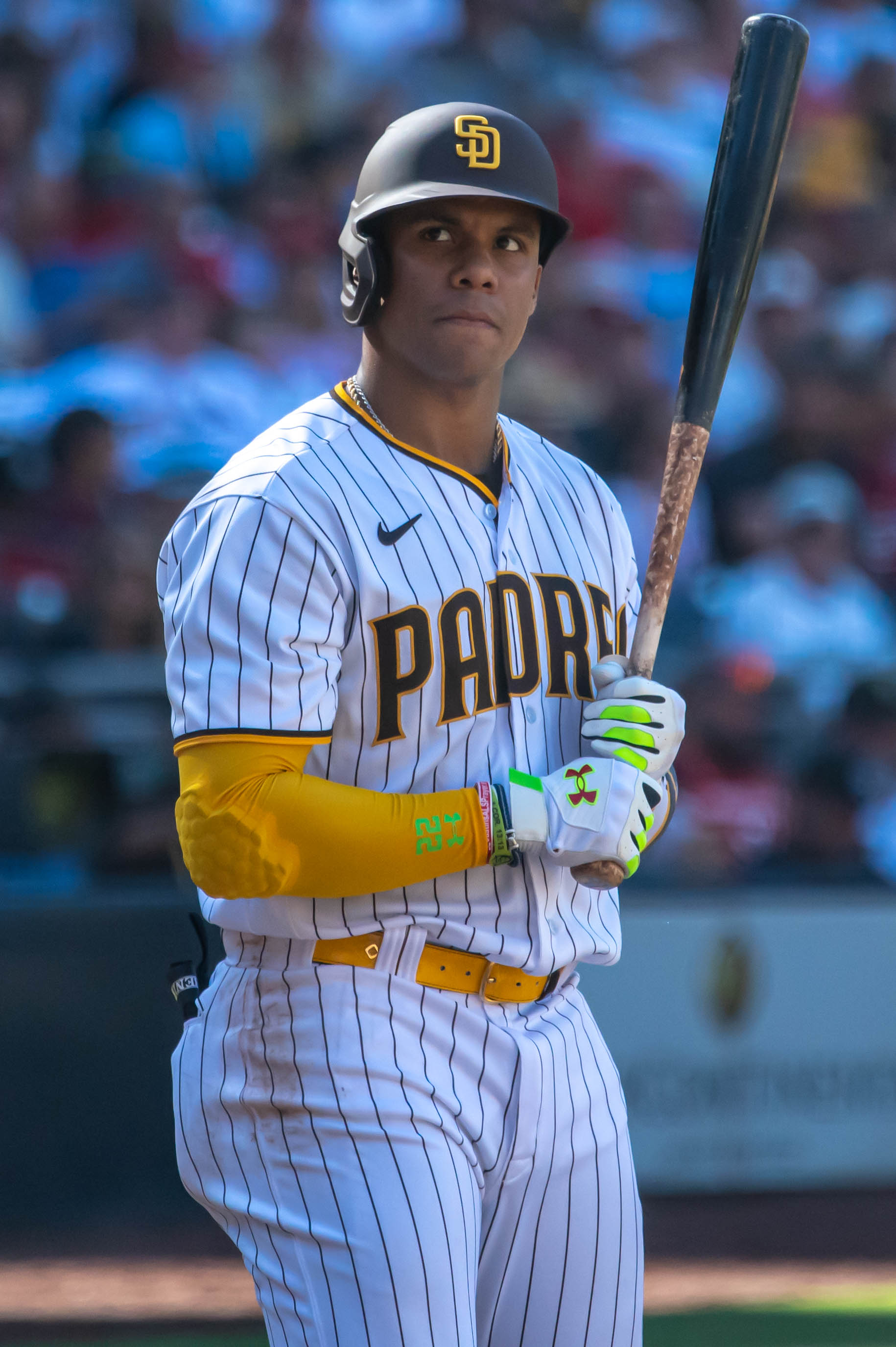
2022年9月22日的索托

2022年8月2日，索托和喬什·貝爾被交易到聖地牙哥教士隊，換取了C·J·艾布拉姆斯、麥肯齊·高爾、James Wood、Jarlin Susana和盧克·沃伊特。8月12日，也就是被交易到教士隊僅僅十天後，索托在華盛頓面對國民隊時受到了球迷45秒的起立歡呼。
2022年，結合兩支球隊的通算成績，索托共出場152場比賽，打擊率為2成42，敲出27轟，62分打點，並有全聯盟最多的135次保送。他在20.3%的打席中獲得保送，位居大聯盟榜首，保送/三振比率為1.41也是全聯盟最高。他的壞球揮棒率O-Swing%（19.9%）比其他任何大聯盟球員都要低。
2023年1月13日，為避免薪資仲裁，索托與教士隊簽署了為期一年、價值2,300萬美元的合約。在2023年全年，索托參加了所有的162場比賽，打擊率為2成75，敲出35轟，109分打點，並且有著領先全聯盟的132次保送。

### 紐約洋基
2023年12月6日，教士隊將索托和崔恩特·葛里沙姆交易到紐約洋基隊。在2024年賽季開始之前，索托和洋基隊為避免薪資仲裁，簽署一份3,100萬美元、為期一年的合約。
2024年10月19日，索托在美聯冠軍系列賽第五場第十局擊出超前比數的三分全壘打，這支全壘打使紐約洋基隊晉級當年度的世界大賽。

## 國際賽
2018年10月29日，他被選入2018年美國職棒大聯盟美日明星賽的名單內。

## 外部連結
- 球員資訊和成績在MLB ，ESPN ，Retrosheet ，Baseball Reference ，Baseball Reference (Minors) ，Fangraphs ，The Baseball Cube （英文）
- 胡安·索托的Instagram帳戶

| 奖项与成就             | 奖项与成就              | 奖项与成就               |
| ---------------------- | ----------------------- | ------------------------ |
| 前任者： Víctor Robles | 國聯最年輕的球員 2018年 | 繼任者： 小費南多·塔提斯 |